# Juegos Asiáticos de 1954
Los II Juegos Asiáticos se celebraron en Manila (Filipinas), del 1 de mayo al 9 de mayo de 1954, bajo la denominación Manila 1954.

Participaron un total de 970 deportistas representantes de 19 países miembros de la Federación para los Juegos Asiáticos. El total de competiciones fue de 76 repartidas en 8 deportes.

## Medallero
| Núm.  | País          | Oro | Plata | Bronce | Total |
| ----- | ------------- | --- | ----- | ------ | ----- |
| 1     | Japón         | 38  | 36    | 24     | 98    |
| 2     | Filipinas     | 14  | 14    | 7      | 45    |
| 3     | Corea del Sur | 8   | 6     | 5      | 19    |
| 4     | Pakistán      | 4   | 5     | 0      | 9     |
| 5     | India         | 4   | 4     | 5      | 14    |
| 6     | China         | 2   | 4     | 6      | 12    |
| 7     | Birmania      | 2   | 0     | 2      | 4     |
| 8     | Israel        | 2   | 0     | 1      | 3     |
| 9     | Singapur      | 1   | 3     | 4      | 8     |
| 10    | Ceilán        | 0   | 1     | 1      | 2     |
| 11    | Indonesia     | 0   | 0     | 3      | 3     |
| 12    | Hong Kong     | 0   | 0     | 1      | 1     |
| Total |               | 75  | 73    | 69     | 218   |

| Predecesor: Nueva Delhi 1951 | II Juegos Asiáticos 1954 | Sucesor: Tokio 1958 |